# IHeartRadio Music Awards
Les iHeartRadio Music Awards sont un événement musical récompensant la musique entendue tout au long de l'année sur les stations de radio iHeartMedia américaines, à l'échelle nationale, et sur iHeartRadio, la plateforme de musique numérique du groupe.
Le trophée est fabriqué par la société new-yorkaise Society Awards (en).

## Présentation
Fondé par iHeartRadio en 2014, l'événement récompense les artistes et la musique les plus populaires de l'année écoulée. Les gagnants sont choisis en fonction des données de performance cumulées, tandis que le public peut voter dans plusieurs catégories.
L'événement inaugural (en) s'est tenu le 1er mai 2014 au Shrine Auditorium de Los Angeles. Ses deux premières années ont été diffusées en direct sur NBC. De 2015 à 2017, elles ont été diffusées simultanément sur les chaînes TBS, TNT et truTV,,.
En 2019, la sixième édition des iHeartRadio Music Awards se tiendra le 14 mars au Microsoft Theater de Los Angeles et sera retransmise en direct sur la Fox. Cardi B est en tête de la liste des nommés avec 13 citations, suivi de Drake avec 8 nominations,.